# Мазепа, Исаак Прохорович
Исаа́к Про́хорович Мазе́па (16 августа 1884 года — 18 марта 1952 года) — украинский государственный деятель, министр внутренних дел в правительстве Мартоса, Председатель Совета министров Директории УНР с 27 августа 1919 года по 26 мая 1920 года, и с 1948 года по 1952 год в изгнании.

## Биография
Исаак Прохорович Мазепа родился 16 августа в 1884 года в селе Костобоброво Новгород-Северского уезда Черниговской губернии, в настоящее время село Костобоброво Семеновского района Черниговской области, в семье мещан казацкого происхождения. Первоначально обучался в Новгород-Северской бурсе, а потом в духовной семинарии в Чернигове.
После этого Мазепа сдал экзамены на аттестат зрелости при одной из классических гимназий и осенью в 1904 года записался на естественное отделение физико-математического факультета Санкт-Петербургского университета. В это же время примкнул к украинскому национальному движению, вступил в украинское студенческое общество. Потом стал членом РУП, а в 1905 году — Украинской социал-демократической рабочей партии, одним из лидеров которой он позже стал.
В Санкт-Петербурге судьба свела его с М. Поршем и С. Петлюрой. Там он познакомился со своей будущей женой — студенткой медицинского женского института Наталией Сингалевич, которая тоже входила в организацию Украинской социал-демократической рабочей партии. У них появилась дочь Галина. Отдавая много сил общественной деятельности, Исаак Мазепа одновременно серьёзно относился к образованию и посещал лекции не только по будущей профессии, но и по истории и философии права, экономических наук, языкознанию и т. д.
Это способствовало расширению его мировоззрения, давало возможность глубже понять общественную жизнь. В 1907 году петербургская организация Украинской социал-демократической рабочей партии избрала И. Мазепу делегатом на съезд партии в Киеве, после съезда он определённое время работал партийным организатором на Полтавщине. Едва избежал ареста. Поездки по партийным делам убедили И. Мазепу в том, что в массах вместе с политическим развитием росло национальное сознание.

## Революционная деятельность
После получения диплома работал с 1911 до 1915 год агрономом в земских учреждениях Нижегородской губернии. Потом с группой молодых агрономов выезжал в Австрию, Германию и Данию для ознакомления с системой ведения сельского хозяйства. В 1915 году вернулся на Украину и осел в Екатеринославе, где работал в губернском продовольственном комитете.
Параллельно налаживал контакты с местной нелегальной организацией Украинской социал-демократической рабочей партии, которая развернула широкую пропаганду против империалистической войны. После образования Центральной рады Исаак Мазепа много сделал для легализации и развертывания деятельности украинских партий и организаций в Екатеринославе. Это было нелегким делом: в общественно-политической жизни города тогда главные позиции принадлежали россиянам и так называемым «малороссам».
Неслучайно в начале революции ни одна из украинских партий не смогла из-за отсутствия средств издавать собственные газеты украинским языком. Нерегулярно выходил лишь «Вестник общества „Просвита“».
Мазепа стал одним из организаторов Украинского губернского национального съезда в Екатеринославе, который работал 21-22 мая 1917 года. Его делегаты поддержали требования Украинской центральной рады о национально-территориальной автономии Украины и избрали губернский Украинский совет.

## Государственная деятельность
В августе 1917 года избран членом городской думы Екатеринослава, в январе 1918 года — членом Екатеринославской губернской земской управы, где возглавил отдел агрономии и сельскохозяйственной статистики.
Министр внутренних дел (апрель 1919 — май 1920), глава (август 1919 — май 1920), министр земледелия (май — июнь 1920) Рады народных министров УНР.

## Деятельность в изгнании
После отставки Мазепа вместе с отступающей армией УНР ушёл в Галицию и в ноябре 1920 г. поселился во Львове. Работал в библиотеке НТШ, выпускал ежемесячник «Социалистическая мысль». Весной 1921 г. совершил поездку по Европе (Берлин, Вена, Прага), встречаясь с различными представителями украинского движения. Летом того же года Мазепа воссоединился с супругой и детьми, до этого жившими в Екатеринославе.
В марте 1923 г. семья переехала в Прагу. Жена Мазепы устроилась в Бактериологический институт, а сам он работал библиотекарем и преподавателем Украинской хозяйственной академии в Подебрадах. Участник международных социалистических конгрессов в Гамбурге (1923) и Брюсселе (1928). В годы немецкой оккупации жил замкнуто. 14 февраля 1945 г. в ходе американской бомбардировки Праги погибли его жена Наталия и двое внуков. В самом конце войны перебрался в Регенсбург, а оттуда в Аугсбург.
В 1948—1950 гг. возглавлял исполнительный комитет Украинского национального совета (предпарламента УНР в изгнании).

## Сочинения
- Большевизм і окупація України : соціально-економічні причини недозрілості сил української революції. — Львів ; Київ : Знаття то сила, 1922.
- Україна під червоною Москвою. — Прага : Пробоєм, 1941.
- Підстави нашого відродження. Ч. 1. Причини нашої бездержавности. — [Б. м.] : Прометей, 1946. — (Історично-політична бібліотека).
- Україна в огні й бурі революції, 1917—1921. — 3-э вид. — Київ : Темпора, 2003. — (Vita Memoriae).